# Muerte por agua
Muerte por agua es una novela de la escritora cubano-mexicana Julieta Campos publicada en 1965 por el Fondo de Cultura Económica en México, con dos reimpresiones en 1973 y en 1978. Posteriormente se realizan variaciones sustanciales, comenzando por el título que sería cambiado por Reunión de Familia, según Campos por un compromiso con el editor. Esta última publicación sale en 1997, 32 años después de la primera versión, en un volumen que lleva por nombre este último título y reúne otras obras de la escritora: Tiene los cabellos rojizos y se llama Sabina (1974, Premio Xavier Villaurrutia), El miedo de perder a Eurídice (1979), Celina o los gatos (1968) y su obra de teatro Jardín de invierno (1988).

## Acontecimiento
Transcurre el 15 de octubre de 1949 y Laura, Eloísa y Andrés, personajes de la novela, desarrollan rutinas diarias: asean la casa, duermen, juegan brisca, cosen, limpian una mancha de café en un mantel traído de París; escuchan el goteo de una llave y la lluvia constante. Su tema principal de discusión es el tiempo: "Siempre lo mismo en el desayuno. El tiempo. Hablar del tiempo. Por no hablar de nada. Por decir algo (...) -Es el tiempo. Resulta desesperante (...) Todo es por el tiempo" (Campos, 27, 33).

## Estructura y personajes
La novela está compuesta por trece secuencias narrativas en donde el narrador no establece ninguna guía para el lector. Hay irrupción de voces de manera deliberada sin acotaciones ni preámbulos. Andrés y Laura son pareja y Eloísa es mamá de Laura. El retrato de cada personaje es vago porque se cuenta con la descripción de Laura quien es una mujer de mediada edad, de tez blanca y pelo negro que siempre mantiene recogido; tiene un mancha al lado izquierdo de la nariz. En uno de los capítulos ella se para frente al espejo y proyecta la imagen de una mujer deteriorada por el tiempo. Su comportamiento es el de una mujer que ha decidido dejarse llevar por una ensoñación y fatalidad permanentes. Ella es quien toma las decisiones en la casa. Su mamá Eloísa las tomaba antes pero ahora ella se siente agobiada y quiere tener un momento a solas pero esto no ocurre. Juntas hacen las tareas, limpian la casa, bordan, juegan brisca, pero hacia el final de la narración hay un distanciamiento de Laura quien cada vez se pierde más en lo onírico. Eloísa es una mujer mayor que recuerda el pasado como un tiempo feliz, físicamente se describe enferma de reumatismo y la condición del ambiente acrecienta el dolor en sus articulaciones; mantiene con el pelo recogido con hebillas de carey y su rostro maquillado con polvos. Ella intenta persuadir a Laura para que salga de la casa pero no lo logra, su hija la ve como una bruja sentada sobre una manecilla del reloj empujando el tiempo, también la ve cuando limpia uno de los cuartos y piensa en que podría deshacerse de ella. Andrés se describe como un hombre que ya no es joven. Él es el único que sale de la casa para ir a la oficina. Es un personaje que mantiene abierta la posibilidad a que las cosas puedan cambiar, que puede ocurrir algún suceso que altere la rutina diaria. Dice que todo tiene remedio. Laura piensa que hay que esperar a que todo termine y cuando hay un breve esperanza de cambiar las cosas retorna a sus ideas fijas. Vive entre el sueño y la vigilia. Sueña con espejos que ya no reflejan la realidad, con objetos que levitan, en un acuario de agua espesa y rocas lisas en donde las palabras se resbalan. La reunión de familia está conformada por estos tres personajes que viven con sus recuerdos de un pasado feliz, con la evocación de sus parientes que se quedaron perpetuados en las fotografías: abuelos, tíos, tatarabuelos, niños; con la presencia de objetos abarrotados en una especie de cementerio.

## Enlaces de interés
Secretaría de Cultura, f.l.m. Fundación para las Letras Mexicanas. Enciclopedia de la literatura en México.
- Datos: Q25409982